# Commanderie de Notre-Dame-de-la-Boissière
La Commanderie Notre-Dame-de-la-Boissière est une commanderie templière puis hospitalière située rue des Fouleries dans la commune française de Châteaudun, département d'Eure-et-Loir en région Centre-Val de Loire.   
Cette chapelle a été rénovée par l'association Histoire militaire et ses guerres située à Châteaudun, durant l'année 2021. Cette rénovation a permis de mettre au jour un ancien puits extérieur, une ancienne cheminée intérieure, des blasons au deuxième étage et des gravures dans la charpente. Cette association à de nombreuses archives sur le site.       

## Historique
En 1183, Thibaut V, comte de Blois, confirme et amortit la première donation que Gaudefroy de l’Isle a fait en 1181 de sa maison aux Templiers. En 1190, Thibaut leur fait un second don, celui du moulin de la Boissière au bas du Raffaux, paroisse Saint-Valérien.
C'est en ce lieu qu'ils établissent une commanderie et une chapelle sous l’invocation de Notre-Dame . Dans cet étranglement de la vallée menant du pied du château, la Boissière constitue une position stratégique de premier ordre et un lieu de passage quasi obligatoire facile à surveiller.
Selon l'abbé Bordas, historien du pays Dunois, la chapelle et la commanderie de la Boissière, ont le même commandeur que celle d'Arville (dans le Loir-et-Cher) et de Sours en Eure-et-Loir. Vers 1248, nous dit-il, on trouve mention des Templiers de la Boissière et de leur hôpital destiné aux pèlerins de Saint-Jacques-de-Compostelle, dans le cartulaire de l'abbaye de la Madeleine de Châteaudun.
Après la disparition de l’ordre du Temple, l'ensemble est dévolu à l'ordre de l'Hôpital.
En 2021, l'association Histoire militaire et ses guerres de Châteaudun contribue à sa rénovation. Sont mis à jour un ancien puits extérieur, une ancienne cheminée intérieure, d'anciens blasons situés au deuxième étage et des gravures dans la charpente. 

## Possessions et dépendances
- Le Temple de Brou, « domos Templi de Broellio », situé au vieux marché de Brou, et acquise par les Templiers.
- Plusieurs maisons, rue de l'Aiguillerie à Châteaudun, issues de dons du chevalier Jodoin Tresiau en 1207, et de Guillaume Petit-Guyot en 1286.
- Des vignes voisines de la Boissière, données par l'abbé de Bonneval, Nicolas d'Orfin[4], puis par de nombreux autres donateurs successifs.

## Description de la chapelle
De la commanderie de la Boissière ne subsiste aujourd'hui que la chapelle Notre-Dame-de-la-Boissière.
De plan rectangulaire, la chapelle date du XIIIe siècle et a été inscrite monument historique par arrêté du 19 octobre 1928.
Elle mesure 17,40 mètres de longueur, 10,80 mètres de hauteur sous voûte, 8,10 mètres de largeur, et 18 mètres du sol au faîte du pignon. Elle possède 9 fenêtres ogivales, les deux petites fenêtres du pignon, qui seules sont en plein cintre, servaient de clocher et abritaient deux cloches. La voûte en croisée d'ogive, les chapiteaux, à peine dégrossis, et les colonnes rondes de la nef sont intacts.

chapelle Notre-Dame-de-la-Boissière
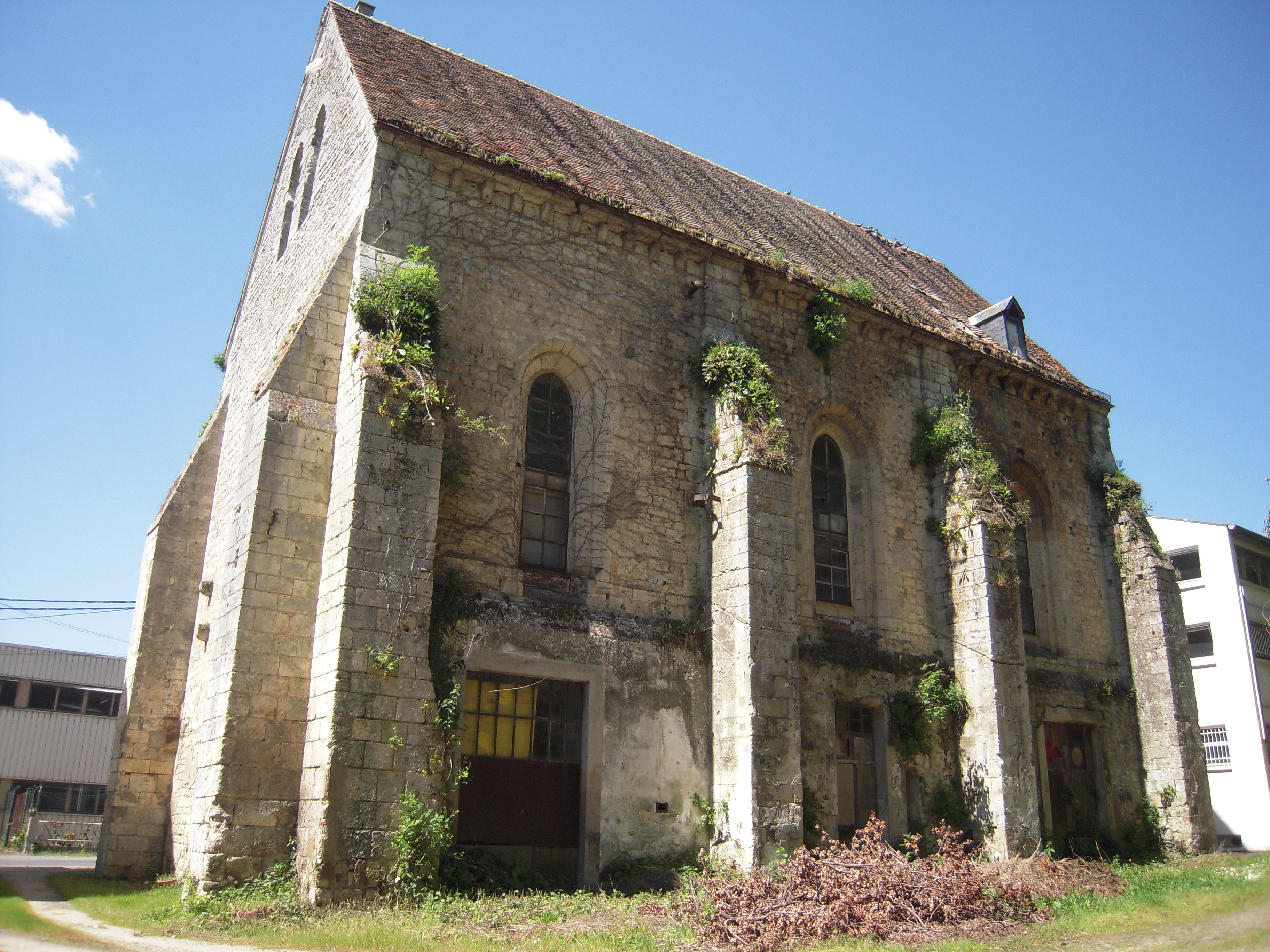
Façade est, avec les portes d'accès à l'atelier d'héliogravure actuel.
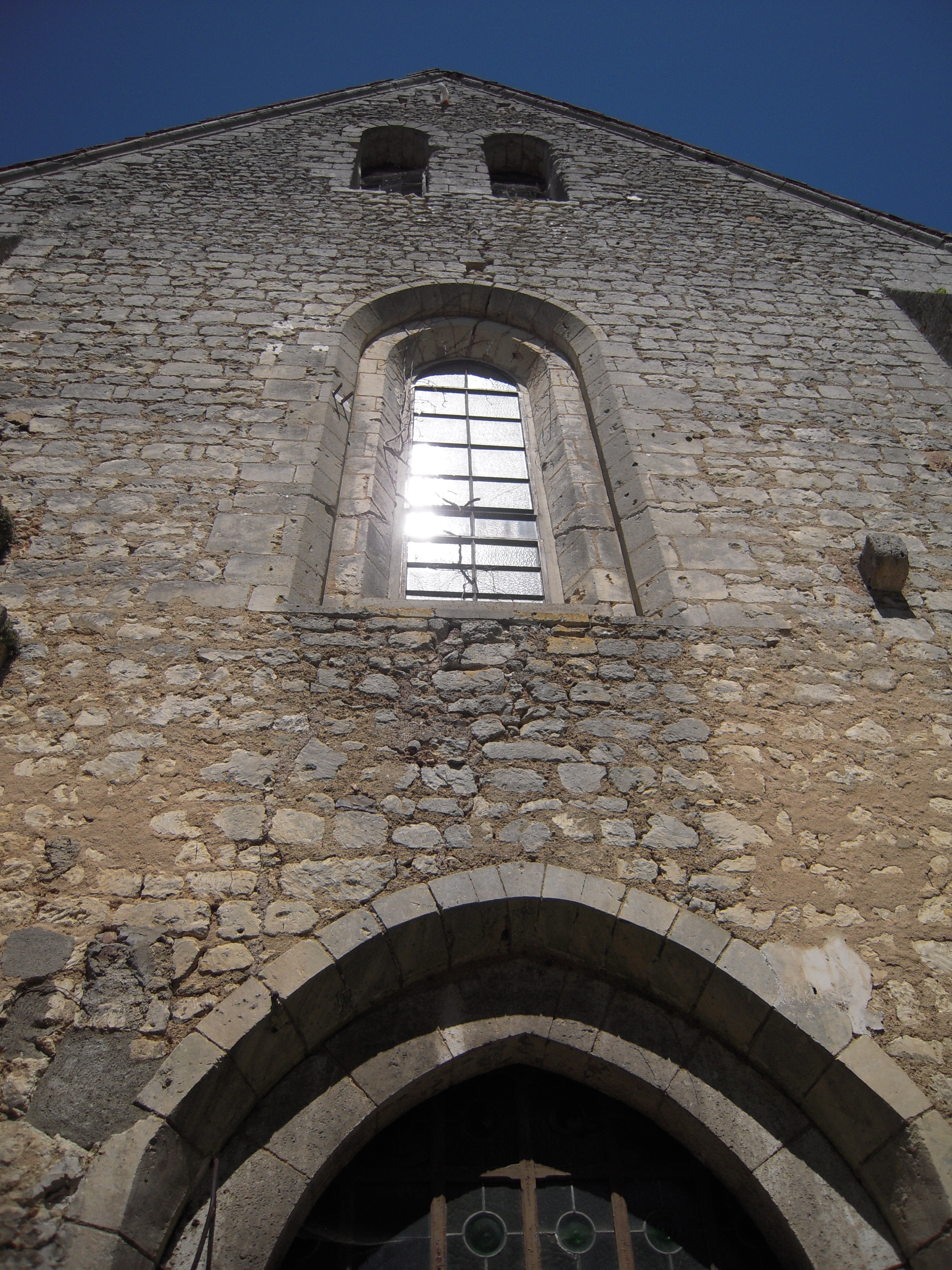
Pignon sud, ayant servi de clocher.
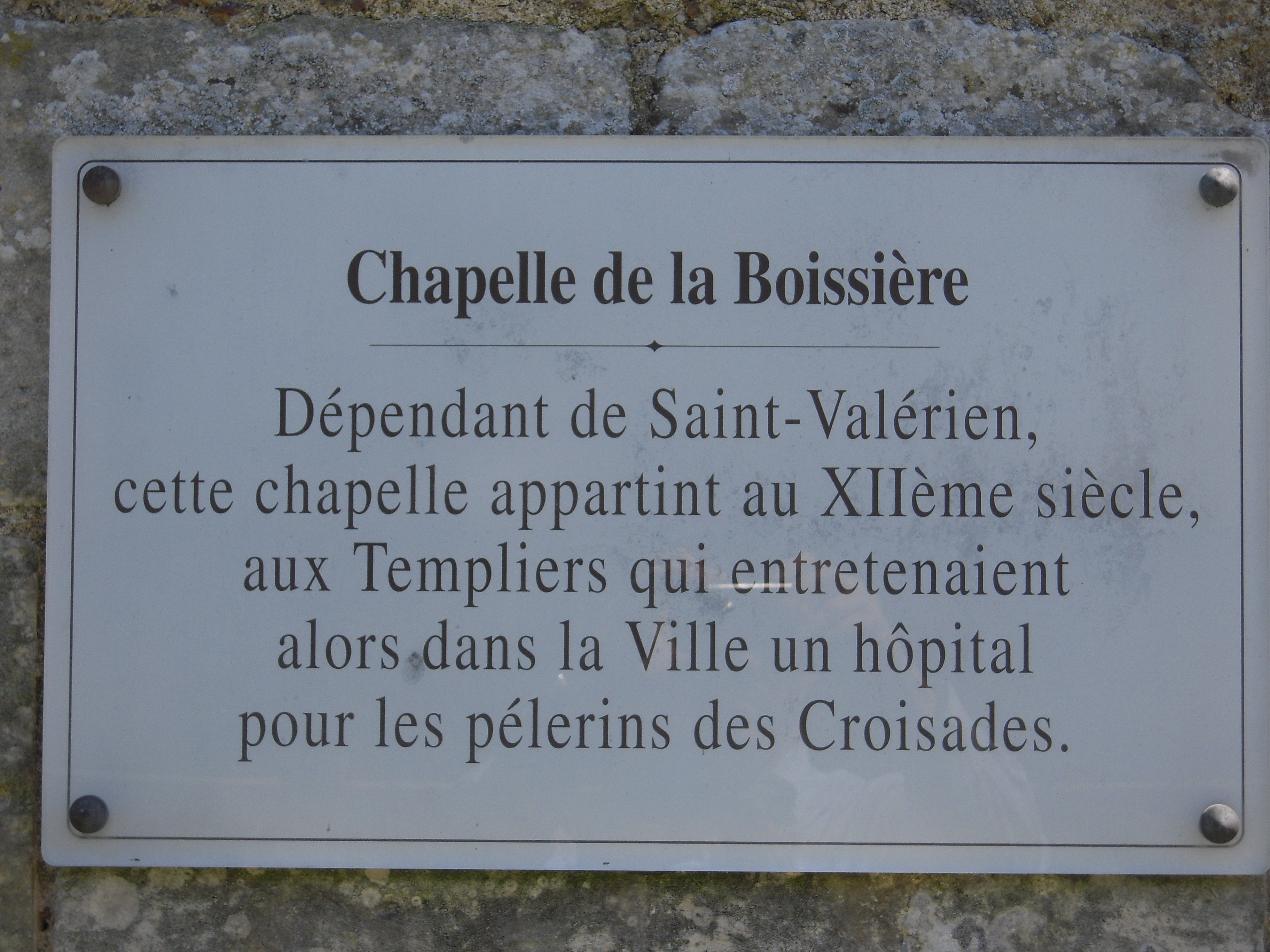
Plaque apposée sur la façade ouest.
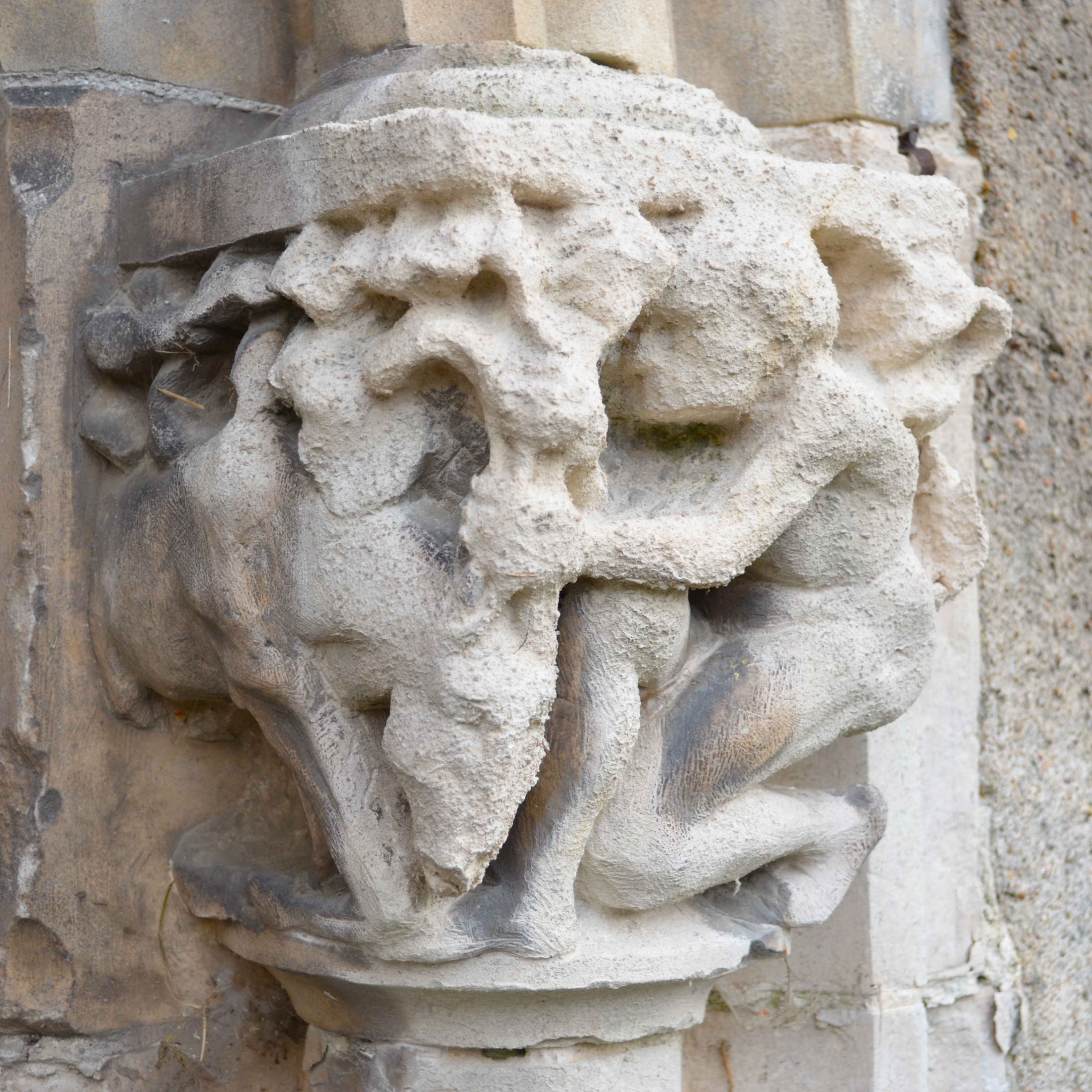
sculpture sur le chapiteau d'une colonne porte ouest.